# Stephanurus dentatus
Stephanurus dentatus är en rundmaskart som beskrevs av Diesing 1839. Stephanurus dentatus ingår i släktet Stephanurus och familjen Syngamidae. Inga underarter finns listade i Catalogue of Life.